# Thunbergia mysorensis
Espèce
Classification phylogénétique
Thunbergia mysorensis, la Liane de Mysore, est une espèce de plantes à fleurs de la famille des Acanthaceae. C'est une liane ou un arbuste grimpant. Il tire son nom de la ville de Mysore dans le sud de l'Inde.
Sur cet arbuste se développent à longueur d'années de longues grappes pendantes de fleurs rouges et jaunes.